# Монтехо, Франсиско де (Младший)

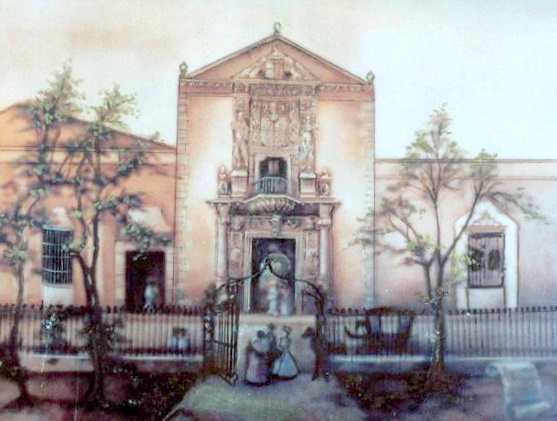
Дом, трёх Франсиско Монтехо: отца, сына и племянника) построен 1548 году. Расположен на большой площади Мериды, Юкатан. Литография XIX века.

Франсиско де Монтехо (Младший) по прозвищу el Mozo (исп. Francisco de Montejo el Mozo; декабрь 1508, Севилья, Королевство Кастилия и Леон — 8 февраля 1565, Мерида) — испанский конкистадор, завоеватель Юкатана для Испанской империи.

## Биография
Внебрачный сын конкистадора Франсиско де Монтехо и доньи Анны де Леон из аристократической семьи. Мать назвала сына в честь Монтехо, дав ему имя и фамилию отца. Впоследствии этот ребёнок стал известен под именем Монтехо-сын. Во время своего возвращения в Испанию в период с 1519 по 1523 г. отец регулярное навещал его, так как донья Анна к тому времени скончалась. Отправляясь обратно в Новый Свет в 1523 году Монтехо забрал с собой сына в своё кубинское поместье, а также родного брата Хуана и его сына Франсиско, которого, во избежание путаницы между тремя полными тёзками, называют «Монтехо-племянник». В 1524 году Монтехо-сын поступил на службу к Кортесу.
В 1528 году Монтехо-сын прибыл в ныне затерянный город Санта-Мария-де-ла-Виктория (первый испанский город на мексиканской территории в нынешнем штате Табаско, основанный в устье реки Сан-Педро недалеко от города Саламанка-де-Шикаланго), с миссией по умиротворению региона, став в 1530 году лидером кампании, когда его отец отправился на завоевание Юкатана.
В 1537 году по приказу отца отправился покорять Юкатан, защитники которого двумя годами ранее изгнали испанцев. Младший Монтехо основал — на месте бывшего города майя Чампотон на побережье полуострова — укреплённый исходный пункт, откуда начал свою экспедицию на север, взяв в 1540 году город Кампече, сильно защищённый индейцами. В 1539 году ему было присвоено звание генерал-капитана и губернатора Табаско.
Оттуда Монтехо-сын предпринял ряд военных экспедиций к сердцу полуострова, а в 1542 году, захватив почти всю территорию, основал город Мерида на руинах другого города майя. В 1546 году, после подавления последнего восстания объединившихся племён, он ввёл испанские порядки на восточном Юкатане. Годом ранее отец назначил его губернатором Юкатана и острова Косумель.
После окончания боевых действий Монтехо-сын навсегда поселился в Мериде, которая стала главным городом региона, а после 1821 года — столицей штата Юкатан. Построил там свой дворец.
Умер после продолжительной болезни.